# Verlag Melantrich

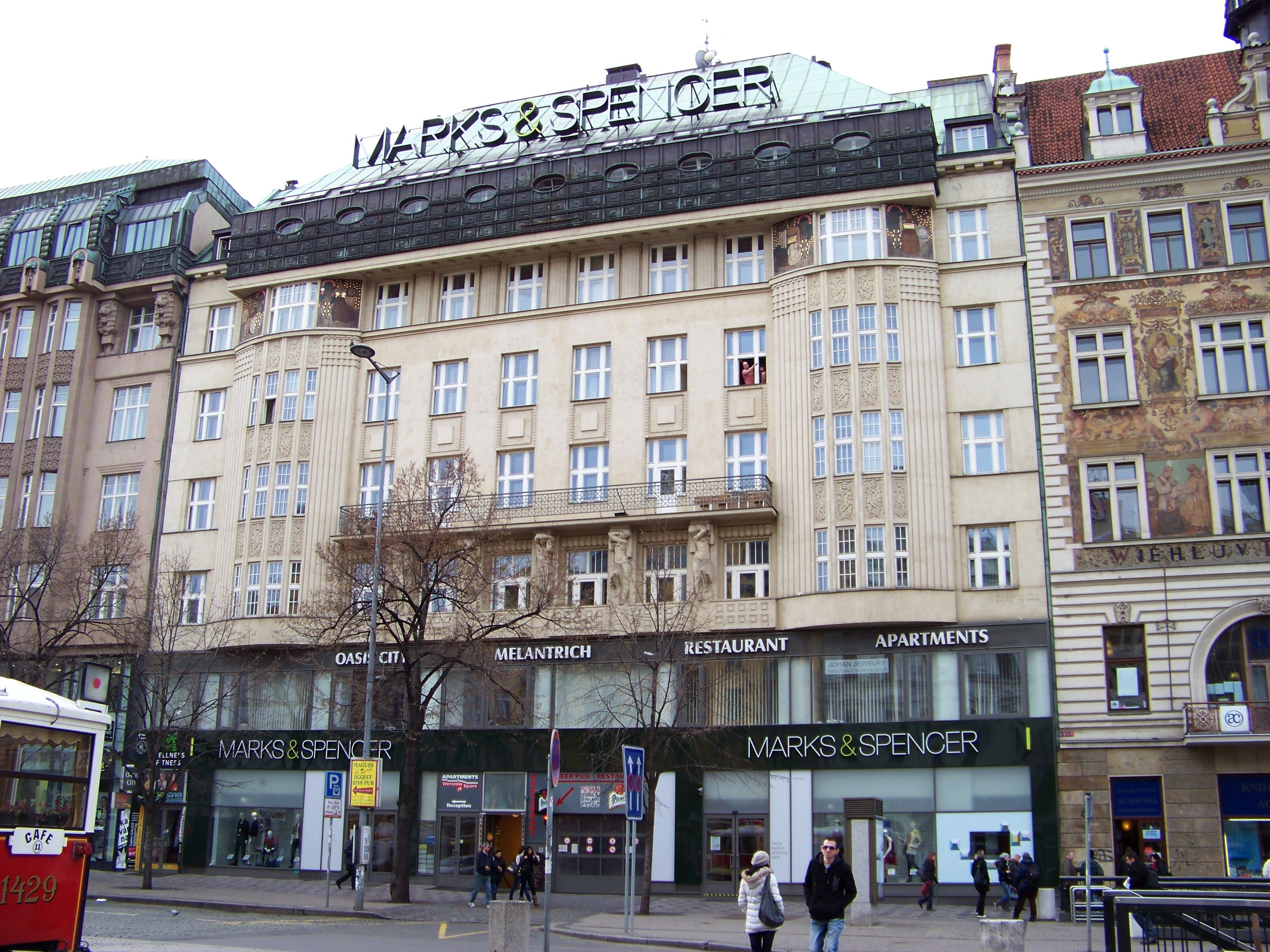
Ehemaliges Gebäude des Verlags Melantrich am Wenzelsplatz in Prag (2012)

Der Verlag Melantrich (tschech.: Nakladatelství Melantrich) war in der ersten Hälfte des 20. Jahrhunderts der größte tschechische Buch-, Zeitschriften- und Zeitungs-Verlag. Er bestand von 1897 bis 1999.

## Geschichte
Die Verlagsgenossenschaft wurde 1897 auf Initiative von Václav Klofáč unter dem Namen Knihtiskárna národně sociálního dělnictva („Druckerei der national-sozialen Arbeiter“) gegründet. Sie war mit Klofáčs Česká strana národně sociální (ČSNS; Tschechische national-soziale Partei) verbunden. Die Druckerei produzierte ab 1901 die von Klofáč und der ČSNS herausgegebene Zeitung Česká demokracie („Tschechische Demokratie“). Diese fand jedoch kaum Verbreitung und wurde wieder eingestellt. Jaroslav Šalda (1880–1965), der ab 1905 die Buchhaltung der Verlagsgenossenschaft leitete, initiierte 1907 – im Vorfeld der Reichsratswahl – eine neue Tageszeitung: České slovo („Tschechisches Wort“). Diese hatte einen so großen Erfolg, dass der Verlag 1910 am Wenzelsplatzes in Prag das Gebäude Hvězda („Stern“) kaufte und es nach dem böhmischen Buchdrucker Georg Melantrich von Aventin (1511–1580) benannte. Der Name Melantrich wurde auch auf den Verlag selbst übertragen. Das Verlagsgebäude wurde 1913 nach Plänen des Jugendstil-Architekten Bedřich Bendelmayer umgebaut und erweitert.

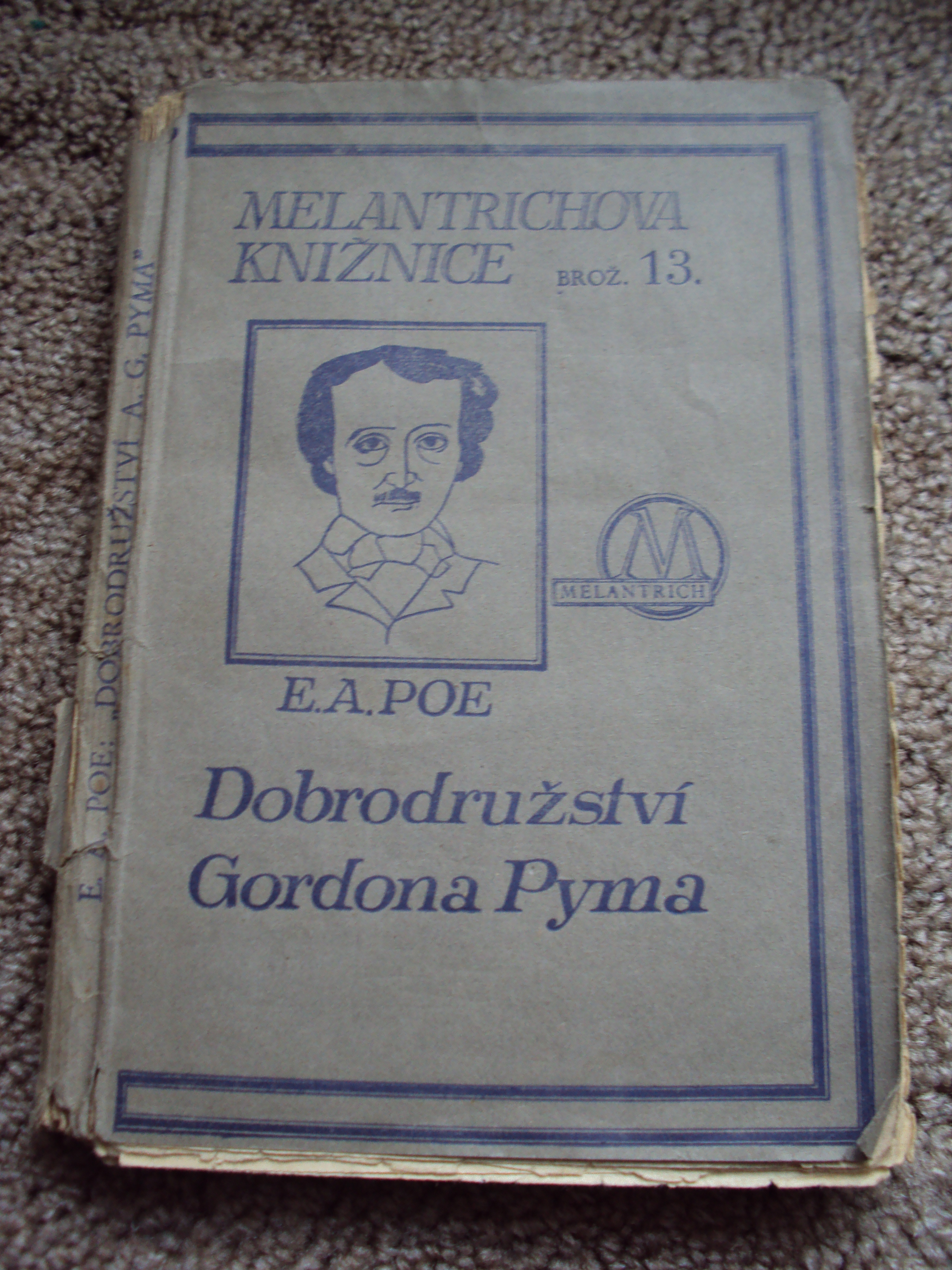
Die Abenteuer Gordon Pyms von E.A. Poe, 1929 erschienen bei Melantrich

Nach Gründung der Tschechoslowakei 1918 vertraten Melantrich und das České slovo die sogenannte Burglinie, d. h. sie unterstützten die Politik des Staatspräsidenten Tomáš Garrigue Masaryk. Verlag und Zeitung blieben mit Klofáčs Partei verbunden, die sich unterdessen in Československá strana (národně) socialistická (Tschechoslowakische volkssozialistische Partei) umbenannte – die Meinungen des Parteichefs und des Verlagsdirektors mussten aber nicht immer übereinstimmen. Jaroslav Šalda führte von 1924 bis 1945 als Zentraldirektor die Melantrich-Aktiengesellschaft, den größten Verlagskonzern des Landes. Zusätzlich zur seriösen, landesweiten Tageszeitung České slovo verlegte Melantrich in den 1920er- und 30er-Jahren auch noch das Boulevardblatt A-Zet und Večerní Slovo („Abendwort“), Telegraf, sowie eine Reihe von Wochenzeitungen und Magazinen, wie zum Beispiel Pražský ilustrovaný zpravodaj („Prager illustrierter Berichterstatter“), Hvězda českých paní a dívek („Stern tschechischer Frauen und Mädchen“), STAR, Eva, Mladý hlasatel („Der junge Sprecher“). Die Marke Melantrich wurde zum Symbol des Nationalstolzes, nationaler Denkweise und Zeichen der Kultivierung der tschechischen Sprache und des Heimatgefühls. Der Literaturkritiker Bedřich Fučík war von 1929 bis 1939 Direktor des Verlages Melantrich.
Nach dem Einmarsch der Wehrmacht in die Tschechoslowakei und der Errichtung des Protektorats Böhmen und Mähren im März 1939 nahmen die deutschen Besatzer die Presse unter ihre Kontrolle. Im September 1939 wurde fast die gesamte Redaktion von „České slovo“ verhaftet. Die Zeitungen wurden gleichgeschaltet, sie konnten nur Informationen des deutschen Pressedienstes sowie Verlautbarungen der NS-Führung in Prag publizieren.
Nach 1945 wurde die Zeitung „České slovo“ in „Svobodné slovo“ (dt. „Freies Wort“) umbenannt und vom legendären Chefredakteur Ivan Herben geführt. 1946 wurden Regionalausgaben beigelegt und die Zeitung konnte nochmals ihre Auflage stark steigern. Er gründete auch die neue Wochenzeitung „Svobodný zítřek“ (Der freie Morgen), die unter der Führung des Chefredakteurs Luděk Stranský Millionenauflage erreichte. Beide Druckerzeugnisse wurden Grundlage des Nachkriegs-Antikommunismus unter der Herrschaft der Nationalen Front (Národní Fronta). 
Nach dem Februarumsturz 1948 beendete die Regierung des Präsidenten Gottwald die wirtschaftliche Tätigkeit des größten Gegners der Kommunisten in der Pressewelt. Der Verlag wurde in eine Immobilienfirma mit dem Gebäude auf dem Wenzelsplatz, eine Druckerei und einen Verlag zerschlagen.
Eine Vereinigung gelang auch nicht mehr nach der samtenen Revolution. Durch die hohen Druckkosten und Mieten verloren die Zeitungen und Zeitschriften des Verlages jährlich Millionen, zudem sank die Auflage. Seit 1990 wechselte eine Reihe von Chefredakteuren, die Zeitung „Svobodné slovo“ wurde an Chemapol verkauft, der den Namen in „Slovo“ (Das Wort) änderte und nach zwei Jahren in Konkurs ging.
„Slovo“ wurde Ende 1998 an den deutschen Mittelrhein-Verlag verkauft, der auch die Zemské noviny (Landeszeitung) in Tschechien herausgibt. Dieser entließ neunzig Prozent der Redakteure und siedelte die Redaktion in die „Římská ulice“ (Römische Straße) in Prag um. Die Zeitung wurde 2001 eingestellt. Das Haus Melantrich wurde 1999 versteigert.